# Dionysia tapetodes
Dionysia tapetodes là một loài thực vật có hoa trong họ Anh thảo. Loài này được Bunge mô tả khoa học đầu tiên năm 1871.

## Hình ảnh

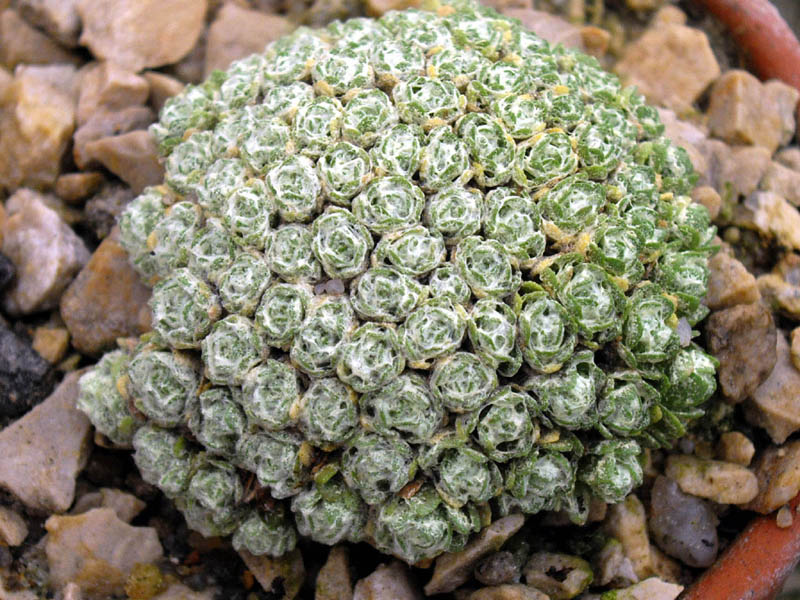
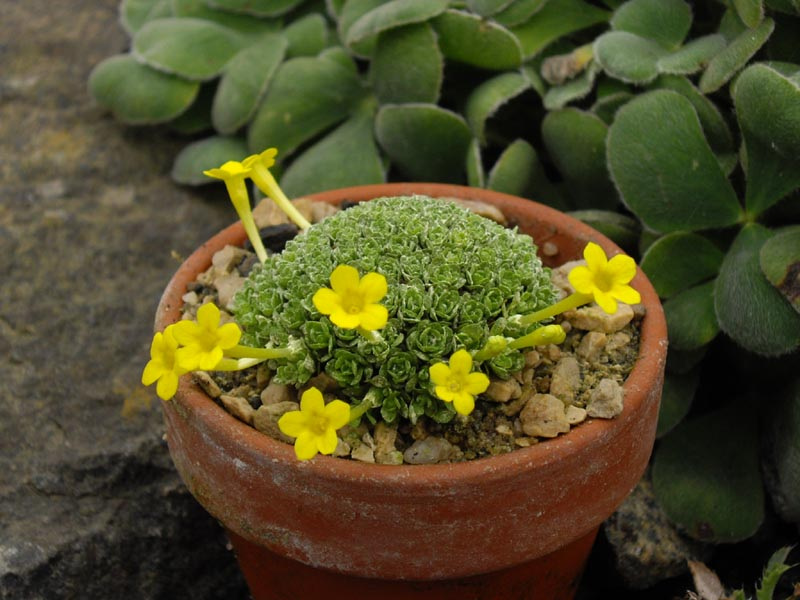